# Milan Rapaić
Milan Rapaić (født 16. august 1973 i Nova Gradiška, Jugoslavien) er en kroatisk tidligere fodboldspiller (offensiv midtbane).
Rapaić spillede 49 kampe og scorede fem mål for Kroatiens landshold i perioden 1996-2007. Han var med i den kroatiske trup til både VM 2002 i Sydkorea/Japan og EM 2004 i Portugal.
På klubplan repræsenterede Rapaić blandt andet Hajduk Split i hjemlandet, den tyrkiske storklub Fenerbahçe samt Standard Liège i Belgien.